# 趙春竜
趙 春竜（チョ・チュンリョン、조춘륭）は、朝鮮民主主義人民共和国の政治家。朝鮮労働党中央委員会書記、朝鮮労働党中央委員会政治局員候補。元朝鮮民主主義人民共和国国防委員会委員。

## 経歴
2014年4月9日に開催された第13期最高人民会議第1回会議で朝鮮民主主義人民共和国国防委員会委員に選出された。同会議で国防委員に選出されず退任した白世鳳の後継として、弾道ミサイル生産の責任者となる朝鮮労働党軍需工業部第二経済委員会委員長に就任したと見られている。国防委員選出以前の経歴は不明だが、韓国政府当局者は、趙春竜はミサイル関連部門に長年携わり、第二経済委員会副委員長やミサイル担当総局長を歴任していた可能性が高いとみている。
2016年6月29日に開催された第13期最高人民会議第4回会議では、国防委員会に代わって新設された朝鮮民主主義人民共和国国務委員会の委員に選出されなかった。
2019年4月10日に開催された党中央委員会総会で、党中央委員会政治局員候補に選出された。